# GMA (stacja telewizyjna)
GMA – filipińska stacja telewizyjna, założona 1 marca 1950 roku przez Roberta Stewarta. Siedziba stacji mieści się w Quezon City.

## Programy

### Programy informacyjne
- 24 Oras (2004–obecnie)
  - 24 Oras Weekend (2010–obecnie)
- GMA News Update / GMA Breaking News (2016–obecnie)
- Saksi (1995–obecnie)
- Unang Hirit (1999–obecnie)

Sprawy bieżące
- Adyenda (2005–obecnie)
- Alisto! (2013–obecnie)
- Born to be Wild (2007–obecnie)
- Diyos at Bayan (1998–obecnie)
- Dream Home (2016–obecnie)
- Front Row (2014–obecnie)
- I-Witness (1999–obecnie)
- Imbestigador (2000–obecnie)
- Kapuso Mo, Jessica Soho (2004–obecnie)
- Kapwa Ko Mahal Ko (1975–obecnie)
- Pinoy M.D. (2010–obecnie)
- Reporter's Notebook (2004–obecnie)
- Tunay Na Buhay (2011–obecnie)
- Wish Ko Lang (2002–obecnie)

### Informacyjny
- AHA! (2010–obecnie)
- iBilib (2012–obecnie)

### Religijny
- The 700 Club Asia (1994–2002, 2015–obecnie)
- In Touch with Charles Stanley (1994–2004, 2008–2014, 2015–obecnie)
- Jesus the Healer (1989–1999, 2006–obecnie)
- PJM Forum (1998–2001, 2006–obecnie)

### Seriale animowane
- Smerfy
- Larva
- Angry Birds Toons
- Pac-Man i upiorne przygody

Anime
- Bakugan: Młodzi wojownicy
- Fairy Tail
- Hayate no Gotoku!
- Wojowniczki z Krainy Marzeń

### Serial obyczajowy
- Karelasyon (2015–obecnie)
- Magpakailanman (2002–2008; 2012–obecnie)
- Maynila (1999–obecnie)

### Serial komediowy
- Bubble Gang (1995–obecnie)
- Dear Uge (2016–obecnie)
- Ismol Family (2014–obecnie)
- Pepito Manaloto: Ang Tunay na Kuwento (2010–2012, 2012–obecnie)
- Vampire Ang Daddy Ko (2013–obecnie)

### Reality show
- Lip Sync Battle Philippines (2016–obecnie)

### Programy rozrywkowe
- Eat Bulaga! (1995–obecnie)
- Sunday PinaSaya (2015–obecnie)
- Wowowin (2015–obecnie)

### Talk show
- CelebriTV (2015–obecnie)
- Love Hotline (2014–obecnie)
- Sarap Diva (2012–obecnie)

### Bloki filmowe i specjalne prezentacje
- GMA Blockbusters (2013–2015, 2015–obecnie)
- Kapuso Movie Festival (2006–obecnie)
- Kapuso Sine Klasika (2015–obecnie)
- Midnight Horror Stories (2016–obecnie)
- SNBO: Sunday Night Box Office (1997–obecnie)